# Santiago Cacaloxtepec (kommun)
Santiago Cacaloxtepec är en kommun i Mexiko.   Den ligger i delstaten Oaxaca, i den sydöstra delen av landet, 240 km sydost om huvudstaden Mexico City.
Följande samhällen finns i Santiago Cacaloxtepec:
- Santiago Cacaloxtepec